# Neocryptospora rickii
Neocryptospora rickii är en svampart som beskrevs av Petr. 1959. Neocryptospora rickii ingår i släktet Neocryptospora, divisionen sporsäcksvampar och riket svampar.   Inga underarter finns listade i Catalogue of Life.